# Шебалина, Нина
Ни́на Шеба́лина (12 мая 1941, Новгородская область, РСФСР, СССР) — советская лыжница. Участница зимних Олимпийских игр 1972 года.

## Биография
Нина Шебалина родилась 12 мая 1941 года в Новгородской области.
В 1957 году поступила в Пикалёвское профессионально-техническое училище. Здесь занималась лыжными гонками по началом своего первого тренера Валентина Петрова. После окончания ПТУ работала штукатуром на стройке. Впоследствии окончила Ленинградский институт физкультуры и спорта имени Лесгафта.
Выступала в соревнованиях по лыжным гонкам за «Спартак» из Ленинграда. В 1970 году стала чемпионкой СССР на дистанции 5 км. Кроме того, на её счету пять серебряных (в 1969 году на дистанции 5 км, в 1972 году — 10 км, в 1973—1974 и 1976 годах — в эстафете 4х5 км) и четыре бронзовых медали (в 1969 году — 10 км и эстафета 4х5 км, в 1971 году — 5 км и эстафета 4х5 км).
В 1972 году вошла в состав сборной СССР на зимних Олимпийских играх в Саппоро. На дистанции 10 км заняла 10-е место, показав результат 35 минут 54,59 секунды и уступив 1 минуту 36,77 секунды победительнице Галине Кулаковой из СССР.
Мастер спорта СССР международного класса.